# Оринџтри (Флорида)
Оринџтри (енгл. Orangetree) насељено је место без административног статуса у америчкој савезној држави Флорида.

## Демографија
По попису из 2010. године број становника је 4.406, што је 3.456 (363,8%) становника више него 2000. године.
| Група             | 2000.       | 2010.         |
| Белци             | 798 (84,0%) | 2.933 (66,6%) |
| Афроамериканци    | 12 (1,3%)   | 328 (7,4%)    |
| Азијати           | 2 (0,2%)    | 115 (2,6%)    |
| Хиспаноамериканци | 129 (13,6%) | 955 (21,7%)   |
| Укупно            | 950         | 4.406         |